# Jean Rousseau (écrivain belge)
Pour les articles homonymes, voir Jean Rousseau, Jean-Baptiste Rousseau (homonymie) et Rousseau.
Jean-Baptiste Rousseau dit Jean Rousseau, née à Marche-en-Famenne le 5 août 1829 et mort à Ixelles le 13 novembre 1891, est un homme de lettres, critique d'art, journaliste, historien de l'art et haut fonctionnaire belge francophone.
Pendant une dizaine d'années (1854-1865), il fait carrière dans le monde de la presse et de l'art à Paris. Il est l'une des 270 célébrités contemporaines de la version de 1858 du Panthéon Nadar. De retour en Belgique, il devient notamment membre de la commission royale des monuments (1868), professeur d'esthétique (1869) puis directeur de l'administration des beaux-arts (1877) et enfin directeur général de l'administration des sciences, des lettres et des beaux-arts de Belgique (1889).
En 1888, il est élu membre de l'Académie royale des sciences, des lettres et des beaux-arts de Belgique.

## Biographie

### Enfance et formation
Jean-Baptiste est l'ainé d'une famille de quatre garçons fondée par Alexise Michaux et Jean-Joseph Rousseau. Ce dernier, issu d'un foyer modeste du petit village de Mogimont, commença sa carrière comme instituteur à Marche (où est né Jean-Baptiste). Jean-Joseph poursuivit parallèlement ses études, seul, afin de devenir géomètre du cadastre puis conducteur des travaux publics et enfin inspecteur honoraire des bâtiments des prisons. Cette évolution professionnelle conduisit la famille jusqu'à Bruxelles.
Dans la capitale, Jean-Baptiste Rousseau étudie à l'Athénée royal puis à l'Université libre qu'il abandonne en deuxième année pour assouvir son goût pour les arts. Il entre à l'Académie royale des beaux-arts de Bruxelles où il est formé à la peinture par François-Joseph Navez. Il y fait également la connaissance de jeunes artistes dont certains deviendront des amis proches : le sculpteur Antoine-Félix Bouré et les peintres Camille Van Camp et Eugène Smits.

### Ses débuts professionnels à Bruxelles (1853-1854)
En 1853, il entame une carrière remarquée de journaliste et critique d'art à L'Étoile belge et publie, la même année, en collaboration avec Louis Hymans sa première œuvre littéraire : Le Diable à Bruxelles. Le succès public rencontré par cet ouvrage de physiologie littéraire en quatre tomes lui permet d'avoir un petit capital et de réaliser, en 1854, son rêve : partir à Paris.

### Le succès parisien (1854-1865)
Dans la capitale française, sous le nom de plume de Jean Rousseau, il sera d'abord correspondant pour les journaux L'Étoile belge et L'Émancipation avant d'être repéré par Hippolyte de Villemessant qui le fait entrer à la rédaction du journal Le Figaro pour y écrire, avec succès, des nouvelles satiriques sur les mœurs parisiennes ainsi que de la critique d'art. Ayant acquis une solide réputation d'esthète et d'homme de lettres, le photographe et caricaturiste Nadar le fait figurer dans la version de 1858 de son Panthéon dédié aux célébrités contemporaines, sous le numéro 213.

### Au service de la Belgique (1862-1891)
Sa notoriété dans la presse française attire l'attention du gouvernement belge. Le ministre de l'intérieur Alphonse Vandenpeereboom lui confie, en mars 1862, une mission de recherches sur les œuvres de peintres flamands dispersées en Italie avant de lui proposer les fonctions de secrétaire de la commission royale des monuments. En mai 1865, Rousseau abandonne définitivement sa carrière parisienne pour revenir servir son pays natal. Sur demande toujours du ministre Vandenpeereboom, il continue ses recherches sur les artistes belges en faisant un long séjour en Espagne en 1867 et publie Les Peintres flamands en Espagne dans le Bulletin des Commissions royales d'art et d'archéologie. Rousseau continue le journalisme et publie ses comptes-rendus de salons dans plusieurs journaux dont La Revue française, Revue de Paris et Gazette des beaux-arts. Il devient également le critique d'art du journal bruxellois L’Écho du Parlement où il retrouve son ancien collaborateur et ami, Louis Hymans. En 1868, il devient membre effectif de la Commission royale des monuments et, en tant que secrétaire du Congrès de l'enseignement des arts du dessin, il rédige un important rapport sur la Pratique de l'enseignement. En 1869, alors qu'il publie un souvenir de son voyage en Italie, Le Campo-Santo de Pise, un arrêté royal lui attribue la chaire d'esthétique et de littérature générale à l'Académie royale des beaux-arts d'Anvers. Ses notes manuscrites de cours comprennent pas moins de 4000 pages. En 1870, il publie L' Espagne monumentale et quelques architectes flamands et, en 1873, Types grecs et types modernes comparés pour servir à l'étude de Cantique (issu de son cours à l'Académie des beaux-arts).
En 1877, le ministre Charles Delcour lui propose de prendre la direction de l'administration des Beaux-Arts, qui dépendait du ministère de l'Intérieur, le poste étant vacant à la suite du décès d'Adolphe van Soust de Borckenfeldt. Jean-Baptiste Rousseau accepte et abandonne sa chaire d'esthétique à Anvers et son poste au journal l'Écho du Parlement. Il succède également à van Soust aux postes de secrétaire général de la commission des échanges internationaux et de secrétaire du comité directeur du Bulletin des Commissions royales d'art et d'archéologie. Deux ans plus tard, il est nommé également secrétaire de la commission des fêtes organisées en 1880 pour la célébration du cinquantenaire national de la révolution belge. On lui doit les principales manifestations officielles dans la capitale belge : cérémonie jubilaire le 21 juillet dans le Parc du Cinquantenaire ; cortège historique ; exposition rétrospective de l'art belge, au Palais des Beaux-arts (qui accueille aujourd'hui le Musée Oldmasters), et celle des anciennes industries d'art, au Palais du Cinquantenaire. Rousseau est également à l'origine de la création du musée des Arts décoratifs et du musée des Echanges. Par ses diverses fonctions, il participe à l'embellissement de la capitale belge, notamment en favorisant l'installation de sculptures qu'il voyait comme des compléments obligatoires de tout ensemble monumental, comme l'attestent les 48 figurines de bronze de la rampe du square du Petit-Sablon ou encore les figures de lions de la clôture du Palais des Académies.
Elu correspondant de l'Académie royale des sciences, des lettres et des beaux-arts de Belgique en 1887, il en devient membre titulaire en 1888.
En 1889, il est nommé directeur général de l'administration des sciences, des lettres et des beaux-arts de Belgique.

### Vie privée et décès
Jean-Baptiste se marie le 5 mai 1860, à Paris, avec Henriette Caroline Marie Coccapani, fille du marquis Louis Coccapani et de Marie-Henriette Aubry. Jean-Baptiste a pour témoin le peintre Henry Sieurac et le sculpteur Pierre-Bernard Prouha. Le couple habite alors à Montmartre, 2 rue du théâtre (actuelle rue Dancourt).
Le couple a trois filles et deux fils dont la femme de lettres Blanche Rousseau (1875-1949) et Henry Rousseau (1864-1940), conservateur aux musées royaux du cinquantenaire. Son fils cadet est mort très jeune en 1874 et sa fille ainée est morte de phtisie à 18 ans, en 1878.
De 1881 à 1889, la santé fragile de l'épouse de Jean-Baptiste conduit la famille à vivre à Mousty, un petit village du Brabant wallon.
À la suite de la mort de son père Jean-Joseph, le 30 septembre 1891, Jean-Baptiste tombe malade et décède à son tour quelques semaines plus tard, le 13 novembre 1891, à Ixelles. Il a 62 ans.

## Œuvres
- Louis Hymans et Jean-Baptiste Rousseau, Le diable à Bruxelles, Bruxelles : Librairie Polytechnique d’Aug. Decq, 4 tomes, 1853.
- Jean Rousseau, Paris dansant, Paris : Michel Lévy frères, 317p., 1861.
- Jean Rousseau, Les coups d'épée dans l'eau, Paris : Michel Lévy frères, 348p., 1863.
- Jean Rousseau, Les peintres flamands en Espagne, Bulletin des Commissions royales d'art et d'archéologie, tome 6, pp.316-361, 1867.
- Jean Rousseau, Les anciennes portes de Rerchem et de Dorgerhout, à Anvers, Bulletin des Commissions royales d'art et d'archéologie, tome 6, pp.530-566, 1867.
- Jean Rousseau, Espagne monumentale et quelques architectes flamands : notes de voyage, Bulletin des Commissions royales d'art et d'archéologie, tome 9, pp.526-622, 1870.
- Jean Rousseau, La sculpture flamande du XIe au XIXe siècle : rapport adressé à la commission royale des monuments, Introduction, Bulletin des Commissions royales d'art et d'archéologie, tome 12, pp.396-427, 1873.
- Jean Rousseau, La sculpture flamande et wallonne du XIe au XIXe siècle (suite), Chapitre IV, Bulletin des Commissions royales d'art et d'archéologie, tome 16, pp.19-67, 1877.
- Jean Rousseau, Types grecs et types modernes comparés pour servir à l'étude de l'antique, avec un résumé des principes de l'art grec et une explication des planches ; leçons professées à l'Académie Royale des Beaux-Arts d'Anvers, Bruxelles : H. V. Van Gogh éditeur, 1877
- Jean Rousseau, Les Maîtres flamands au musée de Naples, Bulletin des Commissions royales d'art et d'archéologie, tome 21, pp.178-212, 1882.
- Jean Rousseau, Le Musée des plâtres au palais des Académies, Bulletin des Commissions royales d'art et d'archéologie, tome 21, pp.279-316, 1882.
- Jean Rousseau, Camille Corot, Paris : Librairie de l'Art, Jules Rouam éditeur, 1884.
- Jean Rousseau, Hans Holbein, Paris : Librairie de l'Art, Jules Rouam éditeur, 1885.
- Jean Rousseau, Donatello, Bulletin des Commissions royales d'art et d'archéologie, tome 28, pp.327-360, 1889.

## Distinction
- Chevalier de l'Ordre de Léopold en 1877, promu au grade d'officier à l'occasion des fêtes de 1880.
- Officier de la Légion d'honneur (après l'Exposition universelle de 1878).
- Commandeur de l'Ordre de Saint-Michel (Bavière).

## Représentations artistiques de Jean Rousseau

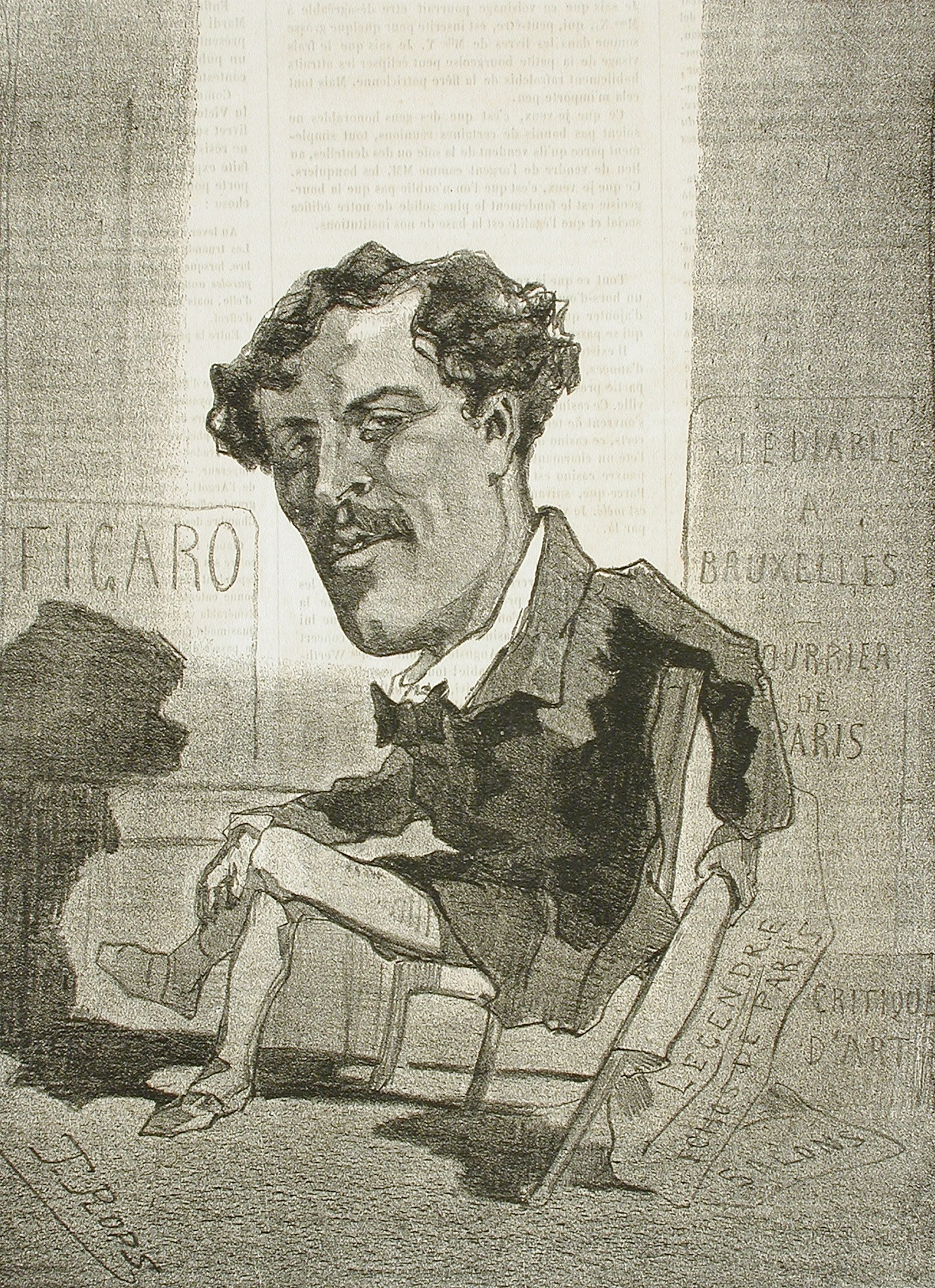
Caricature de Félicien Rops.
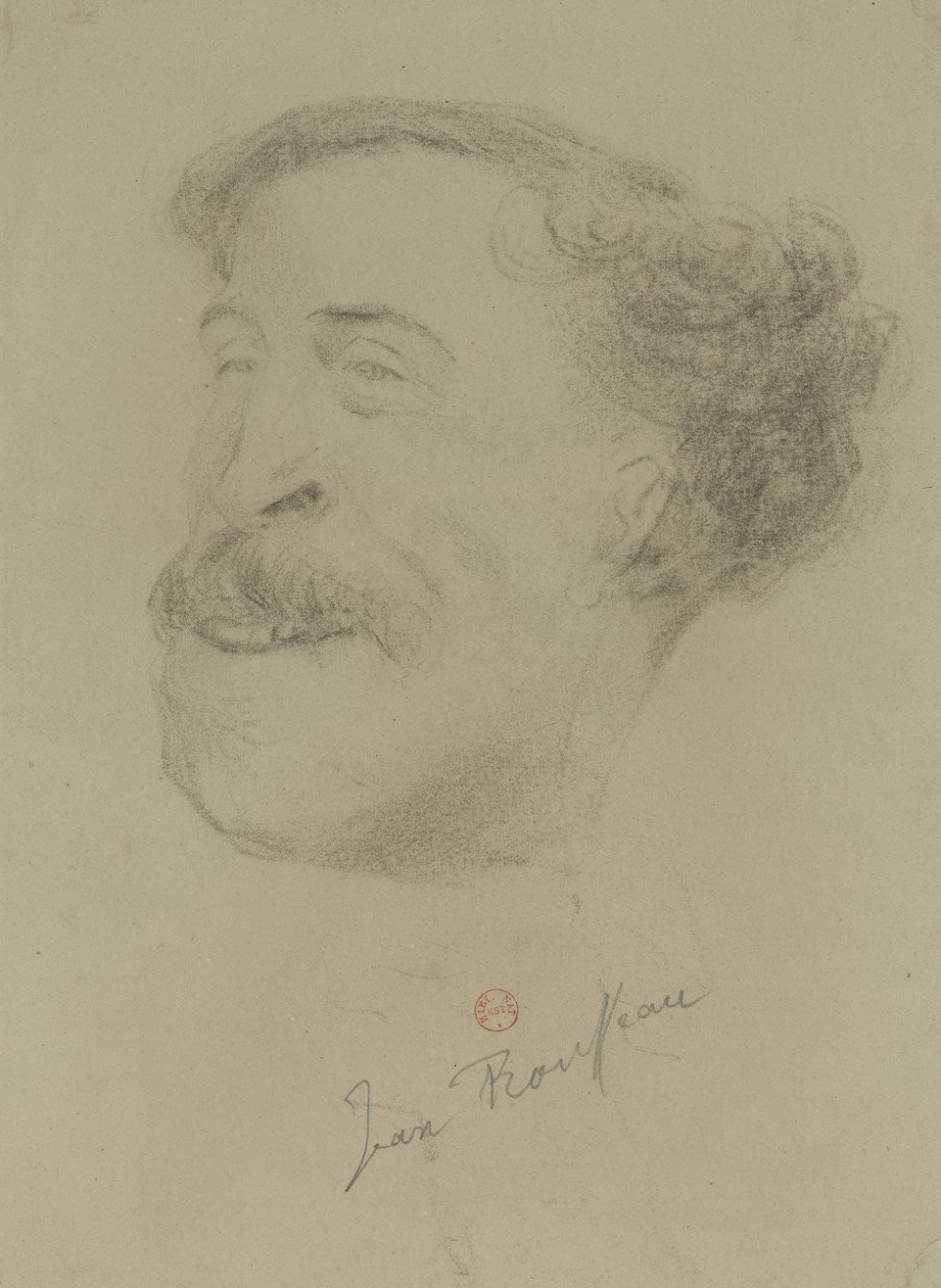
Caricature de Nadar.
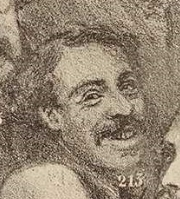
Jean Rousseau au Panthéon Nadar de 1858.
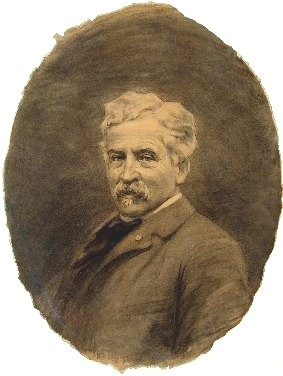
portrait par Eugène Broerman.